# Euphaedra interpreta
Euphaedra interpreta är en fjärilsart som beskrevs av Friedrich Wilhelm Niepelt 1915. Euphaedra interpreta ingår i släktet Euphaedra och familjen praktfjärilar. Inga underarter finns listade i Catalogue of Life.